# 544 a.C.
Il 544 a.C. (DXLIV a.C. in numeri romani) è un anno  del VI secolo a.C.

## Nati
- Sun Tzu, generale e filosofo cinese († 496 a.C.)